# امپراتور کایکا
امپراتور کایکا (انگلیسی: Emperor Kaika) نهمین امپراتور ژاپن بود.